# Everyday (Kalina)

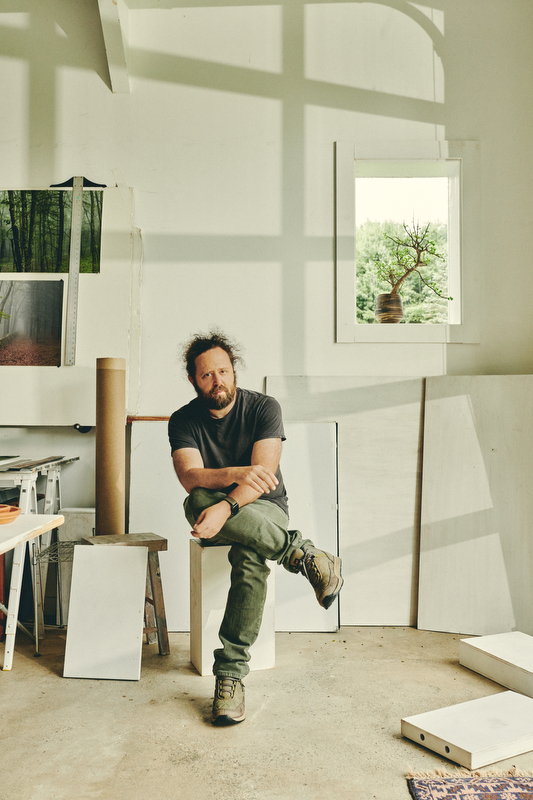
Noah Kalina (2022)

Everyday (¨todos os dias¨) é um projeto de arte em andamento do fotógrafo americano Noah Kalina que ganhou ampla atenção quando no primeiro segmento do projeto, Noah tira uma foto de si mesmo todos os dias durante 6 anos, também intitulado todos os dias, foi lançado em 2006 e se tornou um vídeo viral. O primeiro vídeo diário apresenta uma montagem rápida de milhares de fotos de Kalina abrangendo um período de seis anos, todas reproduzidas sequencialmente como um lapso de tempo. Os lançamentos subsequentes seguiram este formato e os espectadores podem assistir a idade de Kalina.

## Primeiro lançamento e resposta

### 6 anos
Kalina começou a tirar fotos de si mesmo todos os dias a partir de 11 de janeiro de 2000, aos 19 anos. O vídeo Everyday mostra as fotos cronologicamente, seis por segundo, com uma partitura original para piano da ex-namorada de Kalina, Carly Comando. Ao longo da compilação, o rosto de Kalina permanece sem emoção no centro do quadro. Kalina carregou o vídeo no Vimeo em 8 de agosto de 2006 e no YouTube em 27 de agosto de 2006.
Kalina originalmente pretendia que Everyday fosse um projeto fotográfico, mas foi encorajada a fazer um filme depois de ver um vídeo de Ahree Lee, que consistia em retratos da artista em lapso de tempo. Ele compilou suas fotografias em um vídeo.
Em 2013, o vídeo teve mais de 25 milhões de acessos no YouTube.
Em um artigo do New York Times, William A. Ewing, diretor do Musée de l'Élysée, foi citado como tendo dito: "O vídeo de Noah representa uma amplificação fenomenal não apenas no que ele produziu e como o fez, mas em quantas pessoas o peça tocada em tão curto período de tempo Não há nada comparável na história da fotografia.".
Everyday foi apresentado em um episódio de Web Junk 20 da VH1 e em comerciais do serviço Roadrunner da Time Warner Cable. O episódio "Eternal Moonshine of the Simpson Mind" dos Simpsons inclui uma adaptação do vídeo de Kalina; naquela cena, 39 anos da vida de Homer Simpson passam diante dele enquanto a trilha de Comando para Everyday está tocando. A National Basketball Association (NBA) usou a pontuação de Comando para Everyday durante a campanha publicitária "Where Amazing Happens" de 2007 a 2012.
Em dezembro de 2006, devido à notoriedade de Everyday, a VH1 contratou Kalina para tirar fotos de si mesmo na mesma pose usada em Everyday, mas ao lado de várias celebridades, incluindo Paris Hilton, Lance Bass, David Hasselhoff, Jenna Jameson, will.i.am , Flavor Flav, Lonelygirl15 e ""Weird Al" Yankovic. As fotos foram tiradas nos bastidores do VH1 Big in '06 Awards. Na cerimônia televisionada, várias fotos foram mostradas antes e depois dos intervalos comerciais.

## Lançamentos subsequentes

### 12 anos
Em 16 de julho de 2012, Kalina anunciou uma extensão de seu vídeo Everyday em seu site. O vídeo estendido, lançado no YouTube em 4 de setembro, mostra 12 anos e 5 meses de seus autorretratos com tempo de execução de 7:41 (10 quadros por segundo – 1 mês a cada 3 segundos). Em 2016, o projeto foi descrito em trabalhos acadêmicos como tendo “persistência arquivística”.

### 20 anos
Em 14 de janeiro de 2020, Kalina lançou no YouTube "Noah takes a photo of himself every day for 20 years", mostrando 20 anos de seus autorretratos com um tempo de execução de 8:17 (15 quadros por segundo - 1 mês a cada 2 segundos).

### 21 anos
No dia 13 de julho de 2021, Kalina lançou o vídeo “7777 Days” que o mostra envelhecendo 21 anos ao longo de 2 minutos. Para este vídeo, o cientista de dados, neurocientista e programador Michael Notter usou inteligência artificial para alinhar e mesclar o rosto de Kalina.